# Vektorski potencial
Véktorski potenciál je v  vektorski analizi vektorsko polje, katerega rotor je dano vektorsko polje. To je analogno skalarnemu potencialu, ki je skalarno polje, katerega gradient je dano skalarno polje.
Formalno je glede na dano vektorsko polje {\displaystyle \mathbf {\vec {v}} \!\,} vektorski potencial {\displaystyle C^{2}\!\,} vektorsko polje {\displaystyle \mathbf {\vec {A}} \!\,} tako, da velja:
{\displaystyle \mathbf {\vec {v}} =\nabla \times \mathbf {\vec {A}} \!\,.}

## Posledica
Če vektorsko polje {\displaystyle \mathbf {\vec {v}} \!\,} dopušča vektorski potencial {\displaystyle \mathbf {\vec {A}} \!\,}, potem iz enakosti:
{\displaystyle \nabla \cdot (\nabla \times \mathbf {\vec {A}} )=0\!\,}
(divergenca rotorja je enaka nič) sledi:
{\displaystyle \nabla \cdot \mathbf {\vec {v}} =\nabla \cdot (\nabla \times \mathbf {\vec {A}} )=0\!\,,}
kar pomeni, da mora biti {\displaystyle \mathbf {\vec {v}} \!\,} solenoidalno vektorsko polje.

## Izrek
Naj je:
{\displaystyle \mathbf {\vec {v}} :\mathbb {R} ^{3}\to \mathbb {R} ^{3}\!\,}
solenoidalno vektorsko polje, ki je dvakrat zvezno odvedljivo. Privzame se, da {\displaystyle \mathbf {\vec {v}} (\mathbf {\vec {x}} )\!\,} narašča vsaj tako hitro kot {\displaystyle 1/\|\mathbf {\vec {x}} \|\!\,} za {\displaystyle \|\mathbf {\vec {x}} \|\to \infty }. Naj je po definiciji:
{\displaystyle \mathbf {\vec {A}} (\mathbf {\vec {x}} )={\frac {1}{4\pi }}\int _{\mathbb {R} ^{3}}{\frac {\nabla _{y}\times \mathbf {\vec {v}} (\mathbf {\vec {y}} )}{\left\|\mathbf {\vec {x}} -\mathbf {\vec {y}} \right\|}}\operatorname {d} ^{3}\!\mathbf {\vec {y}} \!\,.}
Potem je {\displaystyle \mathbf {\vec {A}} \!\,} vektorski potencial za {\displaystyle \mathbf {\vec {v}} \!\,}, oziroma:
{\displaystyle \nabla \times \mathbf {\vec {A}} =\mathbf {\vec {v}} \!\,.}
Tu je {\displaystyle \nabla _{y}\times \!\,} rotor za spremenljivko {\displaystyle y\!\,}. Če se zamenja {\displaystyle \nabla \times \mathbf {\vec {v}} \!\,} ({\displaystyle \operatorname {rot} \mathbf {\vec {v}} \!\,}) za gostoto toka {\displaystyle j\!\,} retardiranega potenciala, se dobi ta formula. Z drugimi besedami, {\displaystyle \mathbf {\vec {v}} \!\,} ustreza jakosti magnetnega polja {\displaystyle \mathbf {\vec {H}} \!\,}.
Integralno domeno se lahko omeji na katero koli enojno povezano območje {\displaystyle \Omega \!\,}. To pomeni, da je {\displaystyle \mathbf {\vec {A'}} \!\,} spodaj tudi vektorski potencial {\displaystyle \mathbf {\vec {v}} \!\,}:
{\displaystyle \mathbf {\vec {A'}} (\mathbf {\vec {x}} )={\frac {1}{4\pi }}\int _{\Omega }{\frac {\nabla _{y}\times \mathbf {\vec {v}} (\mathbf {\vec {y}} )}{\left\|\mathbf {\vec {x}} -\mathbf {\vec {y}} \right\|}}\operatorname {d} ^{3}\!\mathbf {\vec {y}} \!\,.}
Posplošitev tega izreka je Helmholtzev razstavitveni izrek, ki pravi, da je mogoče vsako vektorsko polje razstaviti kot vsoto solenoidalnega vektorskega polja in potencialnega vektorskega polja.
Po analogiji z Biot-Savartovim zakonom se {\displaystyle {\boldsymbol {A''}}({\textbf {x}})\!\,} prav tako kvalificira kot vektorski potencial za {\displaystyle \mathbf {\vec {v}} \!\,}:
{\displaystyle \mathbf {\vec {A''}} (\mathbf {\vec {x}} )=\int _{\Omega }{\frac {\mathbf {\vec {v}} (\mathbf {\vec {y}} )\times (\mathbf {\vec {x}} -\mathbf {\vec {y}} )}{4\pi |\mathbf {\vec {x}} -\mathbf {\vec {y}} |^{3}}}\operatorname {d} ^{3}\!\mathbf {\vec {y}} \!\,.}
Če se zamenja {\displaystyle \mathbf {\vec {j}} \!\,} (gostota električnega toka) za {\displaystyle \mathbf {\vec {v}} \!\,} in {\displaystyle \mathbf {\vec {H}} \!\,} (jakost magnetnega polja) za {\displaystyle \mathbf {\vec {A}} \!\,}, se dobi Biot-Savartov zakon.
Naj je {\displaystyle \mathbf {\vec {p}} \in \mathbb {R} \!\,} in naj je {\displaystyle \Omega \!\,} zvezdasta domena s središčem na {\displaystyle \mathbf {\vec {p}} \!\,}, potem je s prevajanjem Poincaréjeve leme za diferencialne forme v svet vektorskih polj, tudi {\displaystyle \mathbf {\vec {A'''}} (\mathbf {\vec {x}} )\!\,} vektorski potencial za {\displaystyle \mathbf {\vec {v}} \!\,}:
{\displaystyle \mathbf {\vec {A'''}} (\mathbf {\vec {x}} )=\int _{0}^{1}s((\mathbf {\vec {x}} -\mathbf {\vec {p}} )\times (\mathbf {\vec {v}} (s\mathbf {\vec {x}} +(1-s)\mathbf {\vec {p}} ))\operatorname {d} \!s\!\,.}

## Needinstvenost
Vektorski potencial, ki ga dopušča solenoidalno polje, ni edinstven. Če je {\displaystyle \mathbf {\vec {A}} \!\,} vektorski potencial za {\displaystyle \mathbf {\vec {v}} \!\,}, potem je vektorski potencial tudi:
{\displaystyle \mathbf {\vec {A}} +\nabla f\!\,,}
kjer je {\displaystyle f\!\,} poljubna zvezno odvedljiva skalarna funkcija. To izhaja iz dejstva, da je rotor gradienta poljubnega skalarnega polja {\displaystyle \varphi \!\,} polje ničelnih vektorjev:
{\displaystyle \nabla \times (\nabla \varphi )=\mathbf {\vec {0}} \!\,,}
kar izhaja iz antisimetričnosti v definiciji rotorja in simetrije drugih odvodov.
Ta needinstvenost vodi do prostostne stopnje v formulaciji elektrodinamike ali umerilne svobode, in zahteva izbiro umeritve.

## Elektromagnetno polje
Električni potencial {\displaystyle \varphi \!\,} je skalarna količina. Njegov negativni gradient je enak jakosti električnega polja {\displaystyle \mathbf {\vec {E}} \!\,}:
{\displaystyle \mathbf {\vec {E}} =-\nabla \,\varphi \!\,.}
Rotor magnetnega vektorskega potenciala {\displaystyle \mathbf {\vec {A}} \!\,} je enak gostoti magnetnega polja {\displaystyle \mathbf {\vec {B}} \!\,}:
{\displaystyle \nabla \times \mathbf {\vec {A}} =\mathbf {\vec {B}} \!\,.}
Kadar ni prostih tokov ({\textstyle \nabla \times \mathbf {\vec {H}} =\mathbf {\vec {0}} \!\,}), se lahko v elektrostatiki definira magnetni skalarni potencial {\displaystyle \psi \!\,}:
{\displaystyle \mathbf {\vec {H}} =-\nabla \psi \!\,.}
V okviru posebne teorije relativnosti je naravno magnetni vektorski potencial združiti z električnim (skalarnim) potencialom v elektromagnetni potencial – (elektromagnetni) četverec potenciala. Ta za elektromagnetno polje igra vlogo vektorskega potenciala, za gravitacijsko polje pa ga igra na primer Lanczosev potencial.